# Pseudapis diversipes
Pseudapis diversipes is een vliesvleugelig insect uit de familie Halictidae. De wetenschappelijke naam van de soort is voor het eerst geldig gepubliceerd in 1806 door Latreille.